# A160 road
Die A160 road (englisch für Straße A160) ist eine kurze, als Primary route ausgewiesene Fernverkehrsstraße mit getrennten Richtungsfahrbahnen in England, die von der A180 road zum Hafen Immingham Dock führt. Sie ist das Endstück der Europastraße 22 in England.